# Chase Jones
Chase Jones (Estados Unidos, 8 de julio de 1999) es un jugador profesional estadounidense de rugby que se desempeña en la posición de ala abierto en New Orleans Gold, equipo perteneciente a la liga Major League Rugby.

## Carrera
En 2022, Jones se unió al equipo New Orleans Gold, con el cual disputa su segunda temporada en la Major League Rugby. También fue parte de la Selección juvenil de rugby de Estados Unidos.